# جيمس ماكمانوس (لاعب دوري الرغبي)
جيمس ماكمانوس (بالإنجليزية: James McManus)‏ هو لاعب دوري الرغبي أسترالي، ولد في 15 يناير 1986 في Banff, Aberdeenshire ‏ في المملكة المتحدة.